# Алиев, Шамиль Алиевич
Шамиль Алиевич Алиев (иногда ошибочно Шамсудинович; род. 9 сентября 1979, Махачкала) — российский, позже таджикский борец вольного стиля, чемпион Европы и мира среди юниоров, призёр чемпионатов России, призёр Кубка мира, чемпионата Азии и Азиатских игр, участник летних Олимпийских игр 2004 года в Афинах, Заслуженный тренер России по дзюдо, Заслуженный работник физической культуры Республики Дагестан, мастер спорта России.

## Карьера
Член сборной команды России с 1997 года. С 2002 года выступал за команду Таджикистана. На Олимпиаде в Афинах в первой схватке победил по очкам сначала румынского борца Николае Гита, а затем представителя Сенегала Матара Сене. В следующей схватке также по очкам Алиев уступил российскому борцу, бронзовому призёру этих игр Сажиду Сажидову и выбыл из дальнейшей борьбы за награды, заняв итоговое 8-е место. После окончания спортивной карьеры стал тренером по вольной борьбе и дзюдо в клубе «Спартак», является старшим тренером сборной Дагестана по дзюдо.

## Известные воспитанники
- Магомедилаев, Мурад Сапигаджиевич — победитель и призёр Сурдлимпийских игр;
- Аскеров, Руслан Максимович — победитель и призёр Сурдлимпийских игр;
- Абдулжалилов, Абдула Гамзатович — чемпион России, призёр Универсиады;
- Омаров, Арсен Магомедтагирович — чемпион России;
- Исаев, Иса Магомедович — чемпион России;
- Султанов, Иман Омарович — призёр чемпионатов России;
- Давудов, Вацилов Гаджиясулович — призёр чемпионата России;

## Спортивные результаты
- Чемпионат России по вольной борьбе 1999 — ;
- Чемпионат России по вольной борьбе 2000 — ;
- Чемпионат России по вольной борьбе 2001 — ;